# Vüqar Rəsulov
Vüqar Rəsulov (beim Weltschachbund FIDE Vugar Rasulov; * 5. April 1991 in der Aserbaidschanischen SSR) ist ein aserbaidschanischer Schachspieler.
Die höchste Elo-Zahl des Schachmeisters aus Aserbaidschans zweitgrößter Stadt Gəncə betrug 2560 von September 2021 bis Juni 2022. Im Januar 2009 hatte er sich bei der aserbaidschanischen Einzelmeisterschaft um 38 Elo-Punkte verbessert und im März 2009 bei der Europameisterschaft um weitere 59 Punkte. Vereinsschach spielte er in der aserbaidschanischen 1. Liga 2006 für Sumqayıt und 2008 für Gəncə. 2013 und 2014 nahm er mit Odlar Yurdu am European Club Cup teil.

## Erfolge
2006 nahm er mit der aserbaidschanischen Nationalmannschaft an der U16-Schacholympiade im türkischen Ağrı teil. Am dritten Brett erzielte er 6,5 Punkte aus 10 Partien. Bei der U16-Jugendeuropameisterschaft 2006 im montenegrinischen Herceg Novi erreichte er den dritten Platz. Die U16-Jugendeuropameisterschaft 2007 im kroatischen Šibenik gewann er mit einem halben Punkt Vorsprung vor Sébastien Feller. Beim 1. Sardaran e Shahid Schachfestival in Urmia im selben Jahr wurde er Dritter.
Seine erste Norm für den Titel Internationaler Meister (IM) erreichte er bei der U16-Jugendweltmeisterschaft 2007 in Kemer, die zweite IM-Norm bei der U18-Jugendeuropameisterschaft im September 2008 in Herceg Novi. Bei der aserbaidschanischen Einzelmeisterschaft im Januar 2009, die in Baku ausgetragen wurde, erreichte er den dritten Platz, noch vor den Großmeistern Nicat Məmmədov, Eltac Səfərli, Rəsul İbrahimov und Azər Mirzəyev. Bei der Europameisterschaft 2009 in Budva gelangen ihm Siege gegen Radosław Wojtaszek, Dejan Pikula, Nikola Sedlak und Loek van Wely. Mit einer Elo-Leistung von 2665 erzielte er damit eine GM-Norm, womit ihm, da er schon zwei IM-Normen hatte, der Titel Internationaler Meister bei der folgenden FIDE-Präsidiumssitzung verliehen wurde. Die zweite erforderliche Norm für den Erhalt des Großmeister-Titels erzielte er im Dezember 2010 bei einem Turnier in Baku, seit 2011 ist er Großmeister.